# Русский блок
Па́ртия «Ру́сский Блок» (ПРБ) (укр. Партія «Руський Блок») — бывшая политическая партия Украины. Запрещена 13 мая 2014 года в связи с нарушением законодательства. По состоянию на 2013 год была одной из 13 пророссийских партий на Украине.

## Создание партии
В июне 1999 года было создано «Русское движение Украины» (РДУ), на базе которого была создана Партия «За Русь единую», официально зарегистрированная в марте 2001 года.
20 июня 2002 года на третьем съезде Партии «За Русь единую», которую возглавлял Александр Григорьевич Свистунов, было принято решение об объединении с партией «Русско-украинский союз» (председатель Иван Петрович Симоненко) и о принятии нового названия партии «Русский блок» (ПРБ). 30 августа 2002 года Министерство юстиции Украины утвердило изменение названия Партии «За Русь единую» на Партию «Русский блок».

## Партия «Русский блок» на выборах на Украине

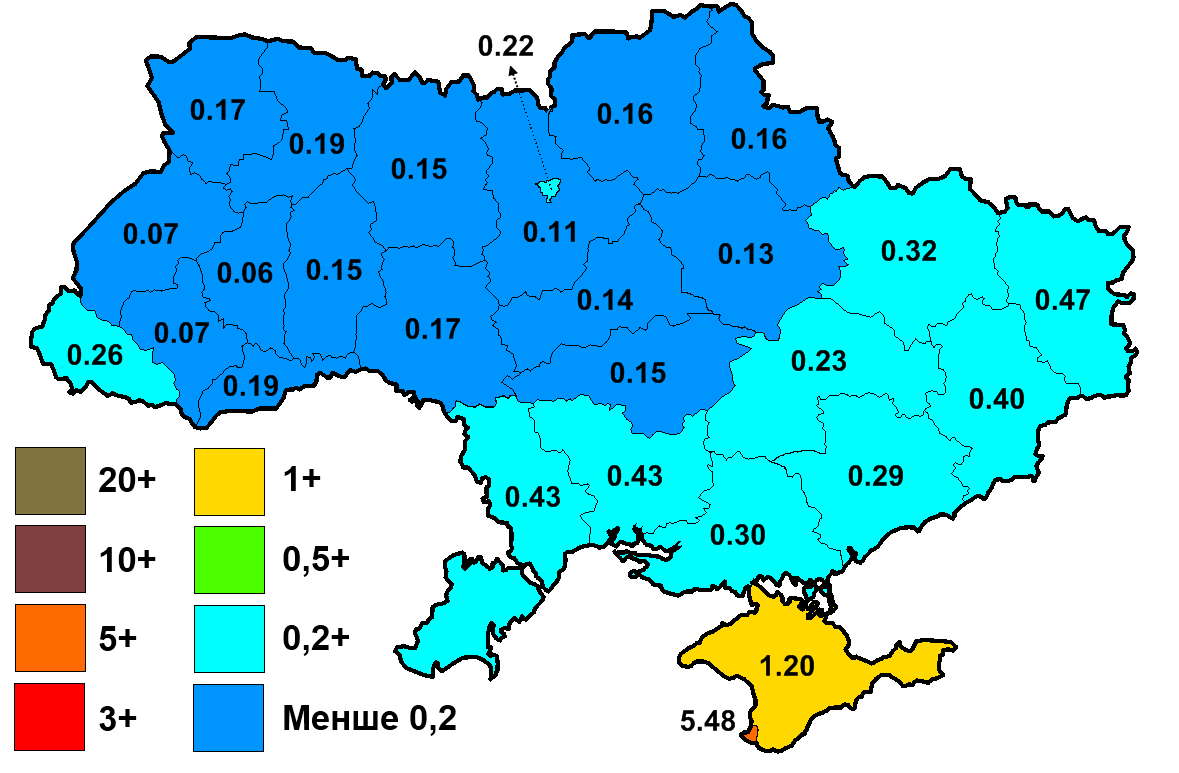
Результаты партии Русский блок на парламентских выборах 2012

В период парламентской предвыборной кампании 2002 был создан избирательный «Русский Блок», в состав которого, кроме базовой Партии «За Русь единую», вошли партии «Русско-украинский союз», «Союз» и общественная организация «Русское движение Украины». Лозунги «Русского Блока» включали интеграцию с Россией и Белоруссией, придание русскому языку статуса государственного, неприятие украинского сепаратизма и межнациональной розни. «Блок» преодолел 4-процентный проходной барьер на выборах в Верховный Совет только в Крыму и в городской Совет города общегосударственного значения Севастополь, и, таким образом, не прошёл в парламент.
На президентских выборах 2004 года ПРБ поддерживала Виктора Януковича.
В результате конфликта в руководстве партии «Русский блок» и РДУ на съезде в Киеве 12 марта 2005 года А. Свистунов был смещён с должностей председателя этих организаций и исключён из них. По крайней мере частично, конфликт был вызван несогласием большинства руководства ПРБ с линией А. Свистунова на сотрудничество с партией Н. Витренко и «Братством» А. Корчинского (в прошлом известного своей антироссийской деятельностью). Партию «Русский блок» возглавил Владимир Васильевич Пашков, глава Запорожской областной организации ПРБ, руководитель пресс-службы ОАО «Мотор Сич». Александр Свистунов не признал эти решения. 16 июля 2005 г. также в Киеве были проведены съезды ПРБ и РДУ, на которых председателем обеих организаций вновь был избран А. Свистунов.
На украинских парламентских выборах 2006 года партия «Русский блок» поддерживала Партию регионов, по спискам которой в Верховную Раду был избран Александр Николаевич Черноморов. В Верховную Раду Крыма было избрано 12 представителей ПРБ по спискам блока «За Януковича!» (блок Партии регионов и ПРБ). В Севастопольский горсовет было избрано 5 представителей ПРБ.
На парламентских выборах 2012 «Русский блок» набрал 0,31 % и не прошёл в Раду. Больше всего партию поддерживали в Крыму, где «Русский блок» набрал 1,2 %. Украинская националистическая партия «Свобода» набрала в Крыму почти столько же голосов — 1,1 %. В Киеве РБ выдвигал кандидатуру Олеся Бузины.
Лидер партии Геннадий Басов был избран депутатом горсовета Севастополя.
Запрещена решением окружного административного суда Киева 13 мая 2014 года.

## Основные программные требования партии
«Русский блок» выступал за:

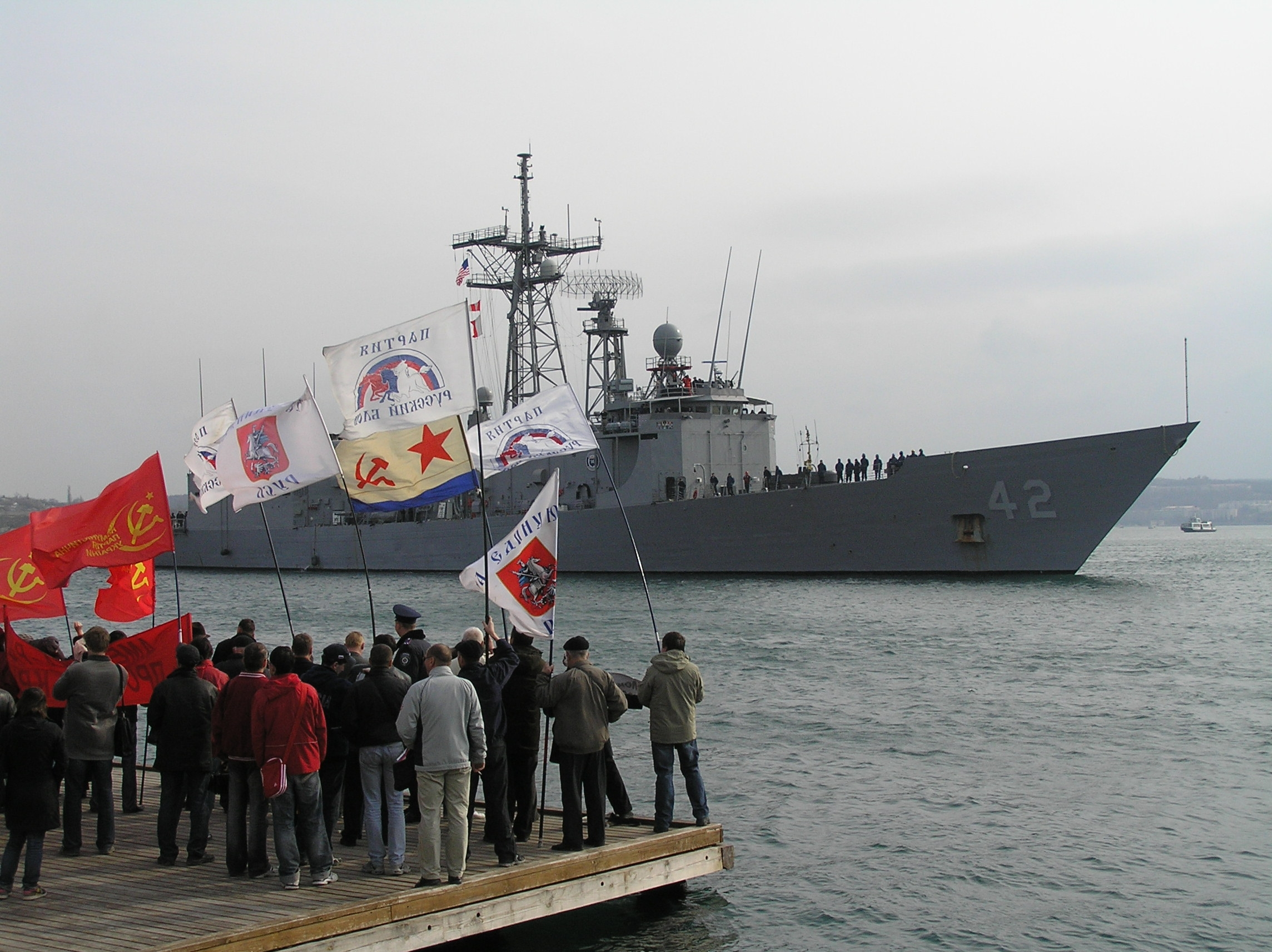
Митинг сторонников «Русского блока» в Севастополе против визита фрегата ВМФ США в Крым

- гражданский мир, взаимопонимание между всеми живущими на Украине народами и, прежде всего, между двумя её крупнейшими государствообразующими народами — украинским и русским;
- отказ от националистической идеологии в государственном строительстве;
- придание государственного статуса русскому языку наравне с украинским;
- поддержку канонического Православия;
- активную интеграцию Украины с Россией и Белоруссией и вхождение на этой основе в европейские структуры;
- законодательно и финансово подкреплённую реализацию прав молодёжи на учёбу, работу, создание семьи; работоспособного населения — на работу и достойную зарплату; ветеранов, пенсионеров и инвалидов — на обеспеченную жизнь.

Поскольку в украинском языке слово «росіянин» означает и русского (политическая принадлежность к государственной политике РФ, центриста[уточнить]) и россиянина (государственная принадлежность), партия «Русский блок» предлагала употреблять в отношении лиц русской политической группы слово «русський», а слово «росіянин» — в отношении граждан Российской Федерации разных национальностей.

## Сообщение о ликвидации
1 февраля 2013 года ряд интернет-СМИ опубликовал сообщение о самороспуске партии, и это же сообщение появилось на сайте партии. Большинство членов политсовета партии приняли участие в работе XI съезда партии, на котором и приняли решение о самороспуске партии в связи с низкими результатами, в частности на выборах 2012 года. Однако Геннадий Басов опроверг это утверждение и назвал его провокацией. Впоследствии председатель партии Геннадий Басов сумел выиграть судебное дело по признанию XI съезда нелегитимным.

## Аннексия Крыма
23 февраля 2014 года на митинге в Севастополе, на котором фактическим руководителем города был провозглашён Алексей Чалый, Геннадий Басов объявил о создании отрядов самообороны из числа добровольцев.
15 марта была предотвращена попытка похищения Геннадия Басова. Похитители были задержаны. В своих показаниях они заявили, что заказчиком похищения был экс-министр обороны Анатолий Гриценко.
На выборах в Законодательное собрание Севастополя Геннадий Басов шёл первым номером списка горожан. Список набрал 1,8 % голосов.